# أنطوان فتال
أنطوان الياس فتال (1917-1987) كان سياسيًا لبنانيًا من أصل سوري، عمل كسفير لبنان في الفاتيكان، حاصل على شهادة في العلوم السياسية من جامعة باريس، كما أنه حاصل على شهادة في الآداب من معهد الدراسات السامية في باريس. استعدادًا للحصول على هذه الدبلومة، اكتسب معرفة بالسريانية والعبرية والفينيقية، كما كان أنطوان حفيد الأديب والكاتب السوري الدمشقي جوزيف إليان سركيس.
أنهى أنطوان فتال دراساته في القانون عام 1946 ببحث أطروحة حول موضوع الوضع القانوني لغير المسلمين في البلاد الإسلامية  نُشرت أطروحته عام 1958، ولا تزال أطروحته بمثابة عمل مرجعي حول حقوق الأقليات في البلدان الإسلامي.
في تلك الفترة، عمل كصحفي في جريدة جورنال مصر حتى عام 1954 ، عندما قرر الاستقرار في لبنان. ثم عمل في السلك الدبلوماسي، والتحق بمجلس الدولة، ومن 1960 إلى 1970 كان مسؤولاً عن إدارة الخدمة المدنية في الإدارة العامة اللبنانية. ثم كان عضوا في محكمة التحكيم الدائمة وعضوا في مجلس الخدمة المدنية. عمل بعد ذلك مستشاراً لوزارة الخارجية اللبنانية، وعين أميناً عاماً مؤقتاً لهذه الوزارة. مكث هناك لمدة عامين.
بالتوازي مع مسؤولياته في الإدارة العامة والدبلوماسية، درس أنطوان فتال من 1958 إلى 1977 القانون الدولي المقارن في جامعة القديس يوسف في بيروت.
في عام 1977 عيّن سفيراً للبنان لدى الكرسي الرسولي. في خريف 1982 ، دعاه الرئيس أمين جميل لقيادة المفاوضات مع إسرائيل  التي أدت إلى اتفاق 17 مايو 1983 الذي وافق عليه مجلس النواب اللبناني ولكن لم يصادق عليه الرئيس نفسه. لم تدخل الاتفاقية حيز التنفيذ.

## فهرس
- مؤتمرات الأمم المتحدة واتفاقية جنيف 29 أبريل 1958 على البحر الإقليمي والمنطقة المتاخمة
- اتفاقية الهدنة اللبنانية الإسرائيلية لعام 1949 بشأن قانون الأمم ، 17 صفحة، في الواقعية في صنع القانون، Martinus Nijhoff Publishers.
- الإجراءات الدبلوماسية لفض المنازعات الدولية . مقدمة أ. جيرفيه. بيروت، كول. مكتبة الجمعية اللبنانية للعلوم القانونية، Librairie du Liban 1966. السابع، 108 صفحة.
- الوضع القانوني لغير المسلمين في بلاد الإسلام ، بيروت، الطباعة الكاثوليكية، 1958 ، إعادة إصدار مجموعة. ـ بحث، دار المشرق، بيروت 1995.
- مسجد ابن طولون بالقاهرة ، المطبعة الكاثوليكية، 39 صفحة، 80 لوحة مع خريطة، 1960 ، 25 cm.

## اقرأ أيضا
- السوريون في لبنان